# Мышковский, Сигизмунд

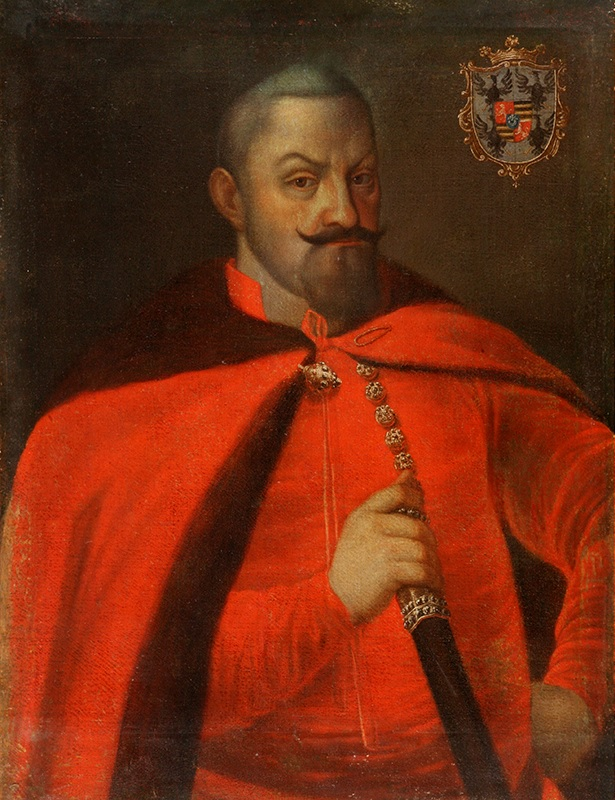
Портрет Сигизмунда Гонзага-Мышковского

Маркграф Сигизмунд Гонзага-Мышковский (пол. Zygmunt Gonzaga Myszkowski; 1562—1615) — маршалок великий коронный c 1603 года, каштелян войницкий, 1-й ординат пиньчувский (1601—1615), генеральный староста краковский (с 1608 года), староста пиотрковский, новокорцинский, солецкий и гродецкий.

## Биография
Представитель польского шляхетского рода Мышковских герба «Ястржембец». Сын дворянина королевского и бургграфа краковского Сигизмунда Мышковского (ум. 1578) и Беаты Пшерембской. Братья — каштелян жарновский Ян (ум. 1591), воевода равский Пётр (ум. 1600/1601) и каштелян освенцимский Александр (ум. 1617)
Возглавлял «королевскую» партию, которая выступала в поддержку политики Сигизмунда III Ваза и его планов по укреплению королевской власти. В 1597 году, во время пребывания в Мантуе был принят со своим братом Александром в род Гонзага. Папа Климент VIII дал ему титул маркграфа и это был единственный случай среди представителей шляхты Речи Посполитой. В 1601 году с согласия коронного сейма основал Пиньчувскую ординацию.
15 марта 1604 года присутствовал на тайной аудиенции Лжедмитрия у короля Сигизмунда III. Кроме Мышковского на встрече у короля присутствовали — епископы Петр Тылицкий (впоследствии подканцлер), Шимон Рудницкий, а также писарь великий литовский Гавриил Война.
Был женат на Эльжбете Богуш (ум. 1643), от брака с которой имел трёх сыновей и одну дочь:
- Ян Мышковский (ум. 1621), 2-й ординат пиньчувский, староста новокорцинский
- Фердинанд Мышковский (ум. 1647), 3-й ординат пиньчувский, староста гродецкий
- Владислав Мышковский (ум. 1658), 4-й ординат пиньчувский, воевода брацлавский, сандомирский и краковский, староста гродецкий, драхимский, мостиский и медыцкий
- Анна Мышковская, жена Николая Комаровского